# ニコマート (コンビニエンスストア)

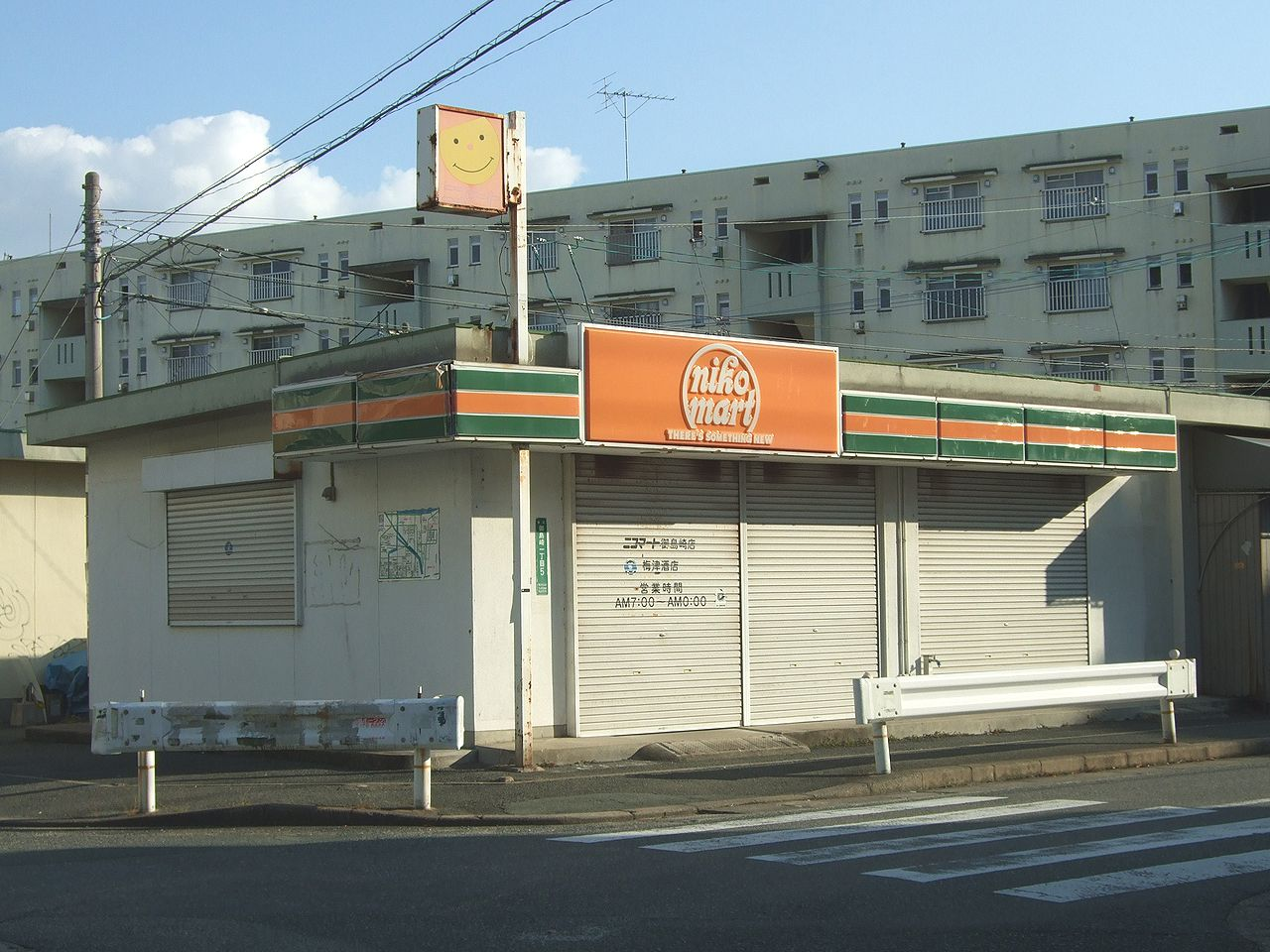
日本法人の店の例。御島崎店（閉店済）

ニコマートは、かつて日本に存在したコンビニエンスストアである。1980年に創業し、一時は中堅コンビニにまで発展したが、1993年に事実上倒産し、2000年に清算された。ただし、倒産前にFC展開していた台湾では福客多便利商店として2007年まで営業していた。

## 概要
サンチェーン総務部長を務めた今野康裕が本部と加盟店の共存共栄を目指し、1980年（昭和55年） 4月16日に日本興業株式会社を設立し、同年6月6日に東京都江東区に1号店として東陽町店を開店したのが始まりである。
1982年（昭和57年） 6月に株式会社ニコマートに商号を変更した。
名称の由来は、「お客さまにいつも笑顔でお買物してもらおう」という意味で、「ニコニコ」にマートを付けたものである。今野が1976年よりサンチェーンの社員をしていたことから、会社成立には旧サンチェーンの営業スタッフが多く参加した。
同社のコンビニエンスストアの特徴として、通常のFCにみられる売り上げの粗利益からの本部への一定割合を支払うのではなく、当初は月額25万円の定額のロイヤリティ制度を導入していた。後に1年目から5年目までが月額35万円、6年から10年目までは月額45万円という開業年数に応じて定額を支払うようになった。
そのため、売上不振でも支払義務があるが、加盟店にすれば少ない負担で開業できるメリットがあった。また当時他のコンビニエンスストアが住宅地の近くに多く進出していた中で、ビジネス街や繁華街に多く進出していた。
また、サービス業務全般を専門に取り扱う「安心センター」を本部側で開設し、取扱サービスの充実と店舗スタッフのわずらわしさの排除の両立を図ることを目指していた。
1983年（昭和58年） 7月に仙台市で直営店25店舗を展開していたコンビニエンスストア「コスモス」を買収し、「宮城ニコマート」としたのち、1988年（昭和63年） 9月に同社を清算して「東北ニコマート株式会社」を設立して業務を継承した。
1984年（昭和59年） 6月28日に「国際ブレーン」と提携して消費者金融事業に参入し、同年9月に100号店を達成して、同年11月にプライベートブランドの共同開発や情報交換を目的として、当社とポプラ・チックタックシステムズ・スーパーせと・トップの5社で「ジャパン・ネットワーク・クラブ」を結成した。
1985年（昭和60年） 9月3日に長崎屋が当社の株式の5%を取得して当社がサンクスの株式の5%を取得する形で資本業務提携をした。
そして、その提携第1弾として1986年（昭和61年）に宮城県でサンクスの配送業者に当社が相乗りする形で共同配送を開始し、日配品の共同仕入も開始した。
他社に先駆けてエリアフランチャイズ制度を導入。これは、地域ごとに本部となる企業に運営をまかせ、ニコマート本体は看板とノウハウを提供する見返りに定額を毎月受け取る契約だった。
京都の「松下」をエリアフランチャイザー第1号として契約して、京都に進出した。
1986年（昭和61年）1月にキャプテン一体型POSシステムを開発した。
同年7月にパスコと神奈川県全域でのエリアフランチャイザーとなり、1987年（昭和62年）2月に大建エステイトが沖縄のエリアフランチャイザーとなり、同年4月に酒類卸の大森商店が茨城県のエリアフランチャイザーとなった。
同年4月に飯野海運が子会社「コンビニサービス株式会社」を設立して、同年5月に当社のエリアフランチャイザーとなり、同年7月30日に同社の1号店として浦安店を開店した。
ニコマートは定額FC制度によって中堅コンビニにまで躍進できたが、反面では大手企業を親会社に持たない独立系であり、業歴が短いこともあり資本力が弱い面もあった。そのため、1985年（昭和60年）に長崎屋と業務提携を締結していた。1990年時点で475店舗、売上高693億円にまで達していた。また、1997年（平成9年）には1000店舗への拡大計画もあった。
1987年（昭和62年）末にPOSシステムを導入したが、FCオーナーが日常業務の中で使いこなすには煩雑過ぎたことから、導入直後から受発注トラブルが相次いで、すぐにシステムの見直しを余儀なくされた。
1988年（昭和63年）3月に大建と沖縄でのエリアフランチャイザー契約をコンビニエンスストア業界で初めて解消し、同年7月には台糖と兵庫県と岡山県のエリアフランチャイザー契約を締結した。
また、海外では、万海航運が全額出資して日光連鎖商店股份有限公司を同年4月に設立して当社のエリアフランチャイザー契約を締結し、同年4月に1号店を出店して、日本のコンビニエンスストアとして初めて台湾へ進出した。1990年（平成2年）に泰山企業集團が万海航運を買収したことを受けて同社は福客多商店股份有限公司に商号を変更した。
1990年（平成2年）には泰山企業集團とも提携した。
1991年（平成3年）7月に北関東でコンビニエンスストアを展開していた「タイムリーワン」とエリアフランチャイザー契約を締結して、関東全域へ店舗を展開することになった。
その他、同月には炭火串焼き店「もっきんばーど」から商号及び商標権などを譲り受けて「株式会社とうきょうもっきんばあど」を設立してフランチャイズ本部の事業を継承した。
1992年（平成4年）6月には東京都墨田区千歳に自社ビルを持つまでになった。コンビニ事業の他にも、日本語学校の経営や雑誌「東京ジャーナル」の出版、外食チェーン「もっきんばーど」のチェーン化などを行っていた。

### 日本法人の倒産
日本国内のニコマートであるが、様々な原因によって経営破綻することになった。
本部直営の都内への展開がオフィス街中心の戦略であったが、深夜や土日の売上不振に繋がり、本部へダメージを与えた。またPOSシステム導入時のシステムトラブルで巨額の損失を出したことや、店舗開発資金や店舗保証金の勇士を主力としていた子会社「ニコマートファイナンス」が店舗網の急拡大の影響で利払いが不能となって同社向けの保証債務が嵩むなどして業績が悪化した。
そうした中で、1992年（平成4年）10月に長崎屋との業務提携が正式に解消され、同月に金融機関から約9億4000万円の融資を引き揚げられ、急速に資金繰りが悪化した。
同年11月には商品代金の支払資金の借入を断られたことから、初めて支払手形で決済するに至った。
こうした経営危機に対応するため、主力納入業者などが「ニコマートベンダー会」を結成して、当社の売掛債権の管理・清算業務を担うことで、加盟店や取引先の動揺を抑えると共に、商品供給を確保することで経営再建を支援した。
しかし、主力納入業者によるテコ入れも効果がなく、1993年（平成5年）6月23日と24日に連続して不渡りを出し銀行取引停止となり事実上倒産した。
破綻直後の同月26日と27日に開催された債権者向けの説明会では負債総額は約105億円（ニコマートベンダー会約34億円・金融機関約32億5000万円・ノンバンク約25億5000万円・問屋仕入金約4億円・一般債権約10億円）とされていた。
1995年（平成7年）2月22日に「ニコマートファイナンス」が負債総額約88億8800万円を抱えて第三者破産の申立により東京地方裁判所から破産宣告を受け、
同年4月26日に当社も負債総額約105億円を抱えて東京地方裁判所から破産宣告を受けた。
約450億の債務が残され、ニコマートは事実上解体した。なお法的整理が終了したのは2000年8月であったという。
倒産の原因であるが、事業展開のための資金を銀行からの借入金に大部分依存していたほか、本業外の資産運用に資金を流用したことが大きかったといわれている。全国展開していたコンビニエンスストアとして日本で最初に経営破綻したにもかかわらず、業界に対する社会的信用は毀損しなかったという。

### 倒産後の状況
ニコマートのエリアフランチャイズをしていた各社は新しいブランドでコンビニを運営するか、ニコマートのままで運営するかで対応が分かれた。
- 一部加盟店オーナーやベンダーの要請で、不動産事業を展開する菱宏株式会社を中心にコンビニックスを設立[46]。その後1993年8月16日、ニコマート本社ビル一階に事務所を設け[47]、1994年（平成6年）1月にはナナホシテントウをシンボルマークにした「Jマート」になり、約50店舗で再スタートした[48]。その後1994年10月7日には惣菜事業を展開するゼストクックと業務提携を結び、惣菜が400種類もある店舗をオープン[49]。さらに1995年4月15日には、店内で弁当やパンを調理したものを販売する「コンビニックスJデリカ目黒店」を直営でオープン[50]。惣菜とコンビニを合わせた店舗を首都圏120店展開する五ヵ年計画を立てたりするなど完全にニコマートから独立した経営を行った[51]。

- 旧エリアフランチャイズだったパスコリテール・飯野リティル・大森商店の三社で設立した「ジャストスポット」は[52]、1993年（平成5年）10月1日に約100店舗で店舗名を「ニコマート」から「ジャストスポット」に変更した[53]。その中でも特にパスコリテールは都内でのチェーン展開に積極的で店舗を増やし[54]、1998年（平成10年）4月にパスコリテールはポプラに買収された時点では73店舗を展開していた[55]。その後1998年（平成10年）4月にパスコリテールはポプラに買収されて「株式会社関東ポプラ」に社名変更され[55]、同年7月1日の浜松町店を皮切りにポプラに店名変更した[56]。飯野リティルは2002年（平成14年）にローソンが買収交渉を行ったが価格などの条件が合わずに断念し[57]、同年7月に新鮮組に売却され[58]、2008年（平成20年）2月に新選組がローソンに全店舗を加盟させて同年5月末までにジャストスポットを含む全店舗をローソンへ店名を変更することになった[59]。

- 東北ニコマートは1993年にミニストップと業務提携し、ミニショップとなった[60]。それまでミニストップは東北に進出しておらず、東北ニコマートから業務提携の打診があり今回にいたった[61]。

- 日糧製パンの子会社である多摩コンビニエンスは、倒産前の1992年にニコマートの看板を残したままデリーショップと本部を統合[62]。倒産後は2チェーンの名前を統合を検討したものの[63]、結局は多摩コンビニエンス自体が、1996年3月決算で約3億円の債務超過となってしまい会社を清算した[64]。

- 福岡のアイ・アンド・アイ・リテイルはニコマートのまま運営していたが[65]、2001年6月にココストアに買収された[66]。

### 台湾法人の終焉
台湾のニコマートは日本での事業撤退後も泰山企業の子会社の福客多商店股份有限公司により「福客多便利商店」として営業を継続していた。台湾でも5番目の営業規模であったが、後発組であったニコマートは、他チェーンに比べ規模が小さく市場占有率は最も低く、競争激化により経営が悪化していた。そのためニコマートを経営していた福客多商店股份有限公司は2007年7月20日に、全家便利商店（ファミリーマート）に営業譲渡することが決定した。福客多商店股份有限公司は企業としては合併まで存続していたが、店舗の商標は統合されることになった。これにより、ニコマートは完全に消滅することになった。

## エリアフランチャイザー
- シーブイエスジャパン[65] - 松下が母体のエリアフランチャイザー第1号で京都をエリアとしていた[24]。当社の経営破綻後の1994年（平成6年）3月にミニストップとエリアフランチャイザー契約を締結して「ミニストップ」にした[67]。

- パスコ - 1986年（昭和61年）7月に神奈川県全域でのエリアフランチャイザーとなった[26]。当社倒産後は、飯野リティルや大森商店と共に「ジャストスポット」へ店名を変更し、飯野リティルと共同仕入を行っていた[68]。1998年（平成10年）4月にポプラに買収されて「株式会社関東ポプラ」に社名変更され[55]、同年7月1日の浜松町店を皮切りにポプラに店名変更した[56]。買収された時点では73店舗を展開していた[55]。

- 飯野リティル - 1987年（昭和62年）4月に飯野海運が子会社「コンビニサービス株式会社」を設立して[28]、同年5月に当社のエリアフランチャイザーとなり[27]、同年7月30日に同社の1号店として浦安店を開店した[29]。千葉県と埼玉県で店舗を展開していた[69]。当社倒産後は、パスコリテールや大森商店と共に「ジャストスポット」へ店名を変更して東京での出店も可能となり、パスコリテールと共同仕入を行っていた[68]。1996年（平成8年）には不採算店を閉鎖した[70]。2002年（平成14年）にローソンが買収交渉を行ったが価格などの条件が合わずに断念し[57]、同年7月新鮮組に売却され[58]、2008年（平成20年）2月に新選組がローソンに全店舗を加盟させて同年5月末までにジャストスポットを含む全店舗をローソンへ店名を変更することになった[59]。2002年（平成14年）3月時点では61店舗を展開していた[71]。

- 大建エステイト - 1987年（昭和62年）2月に沖縄のエリアフランチャイザーとなったが[27]、1988年（昭和63年）3月にコンビニエンスストア業界で初めてエリアフランチャイザー契約を解消した[33]。

- 合名会社大森商店 - 1952年（昭和27年）6月に設立され[72]、1987年（昭和62年）4月に茨城県のエリアフランチャイザーとなった酒類卸[27]。当社倒産後は、パスコリテールや飯野リティルと共に「ジャストスポット」へ店名を変更した[68]。

- タイムリーワン - 1991年（平成3年）7月にエリアフランチャイザー契約になった北関東で以前からコンビニエンスストアを展開していた企業[40]。

- アイ・アンド・アイ・リテイル - 1661年（寛文元年）創業の卸売業・井上喜のニコマート事業部として1986年（昭和61年）に発足し、1987年（昭和62年）に「アイ・アンド・アイ・リテイル株式会社」を設立[73]。福岡県を中心とする九州のエリアフランチャイザーで[33]、1988年（昭和63年）3月に大建が解消した沖縄のエリアフランチャイザーも継承した[33]。当社の経営破綻後は、「ニコマート」の商標を維持したまま運営した[65]。

- タイトーマート - 台糖の完全子会社で[74]、1988年（昭和63年）7月に兵庫県と岡山県のエリアフランチャイザー契約を締結した[34]。1991年（平成3年）には大阪府・兵庫県・岡山県の3府県で25店舗を展開していたが、採算悪化に伴ってそのうち10店舗を閉店した[75]。1993年（平成5年）1月に展開していた15店舗の営業権を「関西ニコマート」に譲渡して事業から撤退し清算されることになった[74]。

- エム・エス・シー - 名古屋にあったエリアフランチャイザー[65]。当社の経営破綻後は、アイ・アンド・アイ・リテイルやシーブイエスジャパンと共に「ニコマート」の商標を維持したまま運営した[65]。

- 東北ニコマート - 1983年（昭和58年） 7月に仙台市で直営店25店舗を展開していたコンビニエンスストア「コスモス」を買収し[14]、「宮城ニコマート」としたのち[15]、1988年（昭和63年） 9月に同社を清算して「東北ニコマート株式会社」を設立して業務を継承した[15]。宮城県と福島県で店舗を展開していた[67]。和議申請中にミニストップから経営支援を受け[65]、1994年（平成6年）5月に「東北エムエスネットワーク」としてミニストップとエリアフランチャイザー契約を締結した[67]。

- ヨシダフーズアンドグロッサリーズ - 石川県のエリアフランチャイザーだったが、1993年（平成5年）2月1日に三崎ストアの関連会社「ケープコーポレーション」に営業を譲渡した[76]。

- ケープコーポレーション - 三崎ストアの関連会社で、1993年（平成5年）2月1日にヨシダフーズアンドグロッサリーズから石川県のエリアフランチャイザーの事業の営業を譲受し、富山県と福井県を含む北陸3県でのエリアフランチャイザーとなった[76]。